# جائزة كارل فريدريش غاوس
جائزة كارل فريدريش غاوس لتطبيقات الرياضيات هي جائزة للرياضيات، يمنحها بالاشتراك الاتحاد الدولي للرياضيات والجمعية الألمانية للرياضيات عن «المساهمات الرياضية البارزة التي وجدت تطبيقات مهمة خارج الرياضيات». تتلقى الجائزة اسمها من عالم الرياضيات الألماني كارل فريدريش غاوس. مع العرض الأول في عام 2006، سيتم منحها كل مناسبة في المؤتمر الدولي لعلماء الرياضيات.
حصل الفائز السابق على ميدالية ومحفظة نقدية بقيمة 10 آلاف يورو بتمويل من فائض ميزانية المؤتمر الدولي لعلماء الرياضيات لعام 1998.
تم الإعلان الرسمي عن الجائزة في 30 أبريل 2002، الذكرى 225 لميلاد غاوس. تم تطوير الجائزة خصيصًا لمنح علماء الرياضيات التقدير. بينما يؤثر علماء الرياضيات على العالم خارج مجالهم، غالبًا ما لا يتم التعرف على دراساتهم. تهدف الجائزة إلى تكريم أولئك الذين قدموا مساهمات وتأثيرات في مجالات الأعمال أو التكنولوجيا أو حتى الحياة اليومية.

## قائمة الفائزين
| السنة | الفائز           | الفائز | البلد            | السبب |
| ----- | ---------------- | ------ | ---------------- | --- |
| 2006  | كيوشي إيتو       |        | اليابان          | "الإنجازات التي تحققت في مجال التحليل العشوائي، بدءًا من اختراعه للمعادلة التفاضلية العشوائية، والتي كان ذات تأثير هام"                                                                  |
| 2010  | إيف ماير         |        | فرنسا            | "للمساهمات الأساسية في نظرية الأعداد، ونظرية المشغل، والتحليل التوافقي، ودوره المحوري في تطوير نظرية الموجات وتحليل متعدد الثورات"                                                      |
| 2014  | ستانلي أوشر      |        | الولايات المتحدة | "لإسهاماته المؤثرة في العديد من المجالات في الرياضيات التطبيقية ولاختراعاته بعيدة المدى التي غيرت مفهومنا للمفاهيم الفيزيائية والإدراكية والرياضية، مما أعطانا أدوات جديدة لفهم العالم" |
| 2018  | ديفيد دونوهو     |        | الولايات المتحدة | "لإسهاماته الأساسية في التحليل الرياضي والإحصائي والحسابي للمشاكل الهامة في معالجة الإشارات"                                                                                            |
| 2022  | إليوت هيرشيل ليب |        | الولايات المتحدة | "للمساهمات الرياضية العميقة ذات الاتساع الاستثنائي والتي شكلت مجالات ميكانيكا الكم والميكانيكا الإحصائية والكيمياء الحاسوبية ونظرية المعلومات الكمومية"                                 |

## روابط خارجية
- صفحة الميدالية على موقع الاتحاد الدولي للرياضيات